# Melophagus dyspnoetus
Melophagus dyspnoetus är en tvåvingeart som beskrevs av Maa 1980. Melophagus dyspnoetus ingår i släktet Melophagus och familjen lusflugor. Inga underarter finns listade i Catalogue of Life.